# Occidental Petroleum
Occidental Petroleum Corporation (Oxy) er et amerikansk olie- og gasselskab, der fokuserer på olie- og gasudvinding. Virksomheden blev etableret i 1920 i Californien.